# Stefano D’Arrigo
Stefano D’Arrigo (Fortunato Stefano D’Arrigo; geboren am 15. Oktober 1919 in Alì Marina (seit 1954: Alì Terme), Provinz Messina; gestorben am 2. Mai 1992 in Rom) war ein italienischer Lyriker, Romancier und Journalist.
Gemessen an der Zahl der Titel ist D’Arrigos literarisches Werk schmal – ein Gedichtband, zwei Romane –, aber sein monumentales Hauptwerk, Horcynus Orca, dessen Vervollkommnung ihn jahrzehntelang beschäftigte, wurde beim Erscheinen der Erstausgabe 1975 als Meisterwerk der italienischen Literatur wahrgenommen. Die erstmalige Übersetzung dieses Romans in eine andere Sprache 40 Jahre später, die Übertragung ins Deutsche durch Moshe Kahn 2015, wurde von der Literaturkritik durchweg als Entdeckung eines bis dahin international unbekannten Stücks Weltliteratur gefeiert.

## Leben
Stefano D’Arrigo wurde am 15. Oktober 1919 in der kleinen sizilianischen Küstenstadt Alì Terme geboren. Kurz nach seiner Geburt wanderte sein Vater Giuseppe in die USA aus. D’Arrigo besuchte in Alì Terme die Grundschule, anschließend ab 1929 in Milazzo die Mittelstufe und das altsprachliche Gymnasium. Nach Schulabschluss studierte er ab 1938 in Messina Literaturwissenschaft; sein Studium schloss D’Arrigo 1942 mit einer Examensarbeit über Friedrich Hölderlin ab.
Während des Zweiten Weltkriegs leistete D’Arrigo bis zur Landung der Alliierten auf Sizilien 1943 den Kriegsdienst als Leutnant in Palermo ab. 1946 siedelte er nach Rom über, wo er für die Tageszeitungen Il Tempo und Il Giornale d’Italia sowie für die Wochenzeitung Vie Nuove als Journalist und Kunstkritiker arbeitete. 1948 heiratete D’Arrigo Jutta Bruto, die zur Gefährtin seines Lebens und zu einer so wichtigen Gesprächspartnerin wurde, dass er den Horcynus Orca mit der Widmung versah: „Für Jutta, die es verdienen würde, auf der Titelseite zu stehen, mit ihrem Stefano“.
1950 unternahm D’Arrigo mit Freunden eine Reise an die Meerenge von Messina, und von dort kündigte er seiner Frau Jutta in einem Brief an, er wolle sich mit einem literarischen Werk von großem epischen Atem beschäftigen, der erste Hinweis auf die Ideen zum Horcynus Orca. Ungefähr ab Mitte der 1950er Jahre widmete sich D’Arrigo ausschließlich seinem literarischen Schaffen. 

## Werk
D’Arrigos erste selbständige Veröffentlichung war ein Band mit Gedichten, Codice siciliano (Sizilianischer Code), 1957 im Verlag Scheiwiller in Mailand; das Werk wurde im folgenden Jahr mit dem Premio Crotone ausgezeichnet, neu aufgelegt und um weitere Gedichte ergänzt im Verlag Mondadori 1978.
Neben den Gedichten entstand in einem Wurf zwischen 1956 und 1957 ein Roman mit 600 Seiten Umfang unter dem Arbeitstitel La testa del delfino (Der Kopf des Delfins), die erste Fassung jenes Werks, welches fast 20 Jahre später als Horcynus Orca veröffentlicht werden würde. Im Verlauf des Jahres 1958 unterzog D’Arrigo diesen Text einer ersten Überarbeitung und schickte zwei Episoden daraus an die Jury des Literaturpreises Premio Cino del Duca. Der Preis wurde ihm für 1959 zugesprochen, und diese Auszeichnung veränderte D’Arrigos Leben, denn unter den Juroren war Elio Vittorini, der von diesem entstehenden Werk begeistert war und D’Arrigo bat, die beiden Episoden von zusammen etwa 100 Seiten in der Literaturzeitschrift Menabò veröffentlichen zu dürfen, die er gemeinsam mit Italo Calvino herausgab. Der Verleger Arnoldo Mondadori bot D’Arrigo wenig später einen Vertrag für die Veröffentlichung des Romans an. D’Arrigo nahm beide Angebote an und begann mit der Überarbeitung des bisher Geschriebenen. 1960 erschienen die beiden Kapitel in der dritten Nummer der Zeitschrift Menabò unter dem Titel I giorni della fera (Tage der Fere).
Im September 1961 ging das scheinbar endgültige Manuskript an den Verlag, jetzt unter dem Titel I fatti della fera (Die Geschichten der Fere). Die Endredaktion bis zur Erstausgabe des Romans sollte allerdings 14 Jahre dauern; erst 1975 erschien das Werk unter dem Titel Horcynus Orca, inzwischen sprachlich stark bearbeitet und im Umfang verdoppelt. Der Autor feilte bis zu seinem Tod 1992 sprachlich und inhaltlich an seinem Roman, der Geschichte eines Kriegsheimkehrers, der sich in den letzten acht Tagen seines Lebens mit der Mythologie wie mit der Realität der süditalienischen Nachkriegsgesellschaft konfrontiert sieht. Bei der maßgeblichen textkritischen Edition des Werks, der Neuauflage 2003 beim Verlag Rizzoli, wurden diese fortlaufenden Überarbeitungen und Änderungen des Autors eingearbeitet.
In Deutschland setzte sich Moshe Kahn für den lange als unübersetzbar geltenden Horcynus Orca ein und begann mit Unterstützung des Verlegers Egon Ammann mit den Arbeiten an einer deutschen Übersetzung. Als der Ammann Verlag 2010 aufgelöst wurde, übernahm der S. Fischer Verlag das Projekt und veröffentlichte das Werk 2015. Kahns kongeniale Übertragung wurde im selben Jahr mit dem Deutsch-Italienischen Übersetzerpreis und dem Jane Scatcherd-Preis ausgezeichnet.
1985 veröffentlichte D’Arrigo, wieder im Mondadori Verlag, seinen zweiten und letzten Roman, Cima delle nobildonne (Der Gipfel der Edelfrauen), ein Werk völlig anders als sein Vorgänger, in leichter zugänglicher Sprache und mit knapp 200 Seiten sehr viel weniger umfangreich. Sein Ausgangspunkt ist die ikonografische Verknüpfung der Pharaonin Hatschepsut (deren Name eben das bedeutet: Gipfel der edlen Frauen) mit der Plazenta: eine Gruppe von Medizinern macht bei der Einrichtung eines Museums für die Plazenta die Entdeckung, dass die genetische Struktur des Menschen Mörderelemente enthält, zum Beweis dafür, dass der Tod aufs engste mit dem Leben bis in seine letzten (und frühesten) Verästelungen hinein verbunden ist. Der Roman wurde 1986 mit dem Premio Brancati der Stadt Zafferana Etnea ausgezeichnet.

## Trivia
- In Messina gibt es D’Arrigo zu Ehren den literarischen Park Parco Horcynus Orca.
- 1961 spielte D’Arrigo in Pasolinis Film Accattone mit.

## Auszeichnungen
- 1958: Premio Crotone für den Gedichtband Codice Siciliano
- 1959: Premio Cino del Duca für zwei Kapitel aus La testa del delfino
- 1977: Premio Mondello[11], Spezialpreis der Jury
- 1986: Premio Brancati für den Roman Cima delle nobildonne